# Zemské jádro

Řez Zemí od jádra k exosféře. Levá část obrázku není ve správném měřítku vrstev.

Zemské jádro je geosféra nacházející se ve středu Země. Začíná zhruba v hloubce 2 900 km pod povrchem a zahrnuje zhruba 31 % hmotnosti Země, nejvyšší podíl v něm mají železo a nikl. Jádro má 2× větší hustotu než zemský plášť. Dělí se na
- polotekuté vnější jádro (vnější poloměr 3 470 km) a
- pevné vnitřní jádro (poloměr přibližně 1 220 km).

Mezi vnějším a vnitřním jádrem se v hloubce 5 150 km pod povrchem země nachází jakási přechodná vrstva o tloušťce 160–500 km, známá jako diskontinuita Lehmanové. Hranicí mezi jádrem a pláštěm je obdobně Gutenbergova diskontinuita.
Průměrné složení jádra je 86,2 % železa, 7,25 % niklu, 0,40 % kobaltu, 5,96 % síry a ostatní siderofilní prvky mají 0,04 %.

## Vnější jádro
Polotekuté jádro je kromě železa a niklu tvořeno nejspíše ještě kobaltem, sírou, křemíkem a kyslíkem, což mu dává polotekutou strukturu (silito-likvidní substrát). Jelikož je obal jádra tekutý, zabraňuje pronikání zemětřesných sesmických vln (sekundární vlny – příčné vlny) skrz tuto část, neboť tyto vlny nejsou schopny procházet skrz kapalinu.
Vnější jádro musí obsahovat alespoň 10 % lehkých prvků, jak bylo zjištěno z měření. Působící vysoké tlaky na rozhraní plášť-jádro nedovolují kyslíku, aby mohl vstoupit do jádra, a proto se předpokládá, že hlavním lehkým prvkem v zemském jádře je síra, která se zde bude vyskytovat ve formě troilitu (FeS).

## Vnitřní jádro
Pevné vnitřní jádro je tvořeno pevným skupenstvím zmiňovaného železa a niklu. Jeho vznik (před 1 až 1,5 miliardou let) je vysvětlován gravitační krystalizací původní taveniny. Zkrystalizovalo možná před 0,5 miliardou let. Do dnešního dne není přesně známo, zdali bylo jádro roztaveno zcela, anebo jenom jeho část, ale v současnosti se spíše předpokládá, že bylo celé roztaveno v období planetisimál. Jeho tvar neodpovídá kulovému, ale je zploštělé, odpovídá tedy spíše elipsoidu. Pevné jádro se každoročně otočí o 1–3 stupně více než polotekutý obal a zbytek Země, což je nejspíše důvod, proč vzniká magnetické pole planety Země. Jádro není dokonale vycentrované, mění rychlost své rotace a jeho tvar je s rotací proměnlivý.
Díky obrovským tlakům (odhadovány na 1,4 miliónu atmosfér) je jádro velice žhavé a má vysokou hustotu (teploty do cca 5 100 °C a hustota v rozmezí 11,3–17,3 g/cm³, což bylo spočteno pomocí setrvačného momentu).

## Vznik
Jádro současné Země tvoří mimo jiné železo pocházející z protoplanety Theia, díky které existuje také Měsíc.[zdroj?]